# Ertugliflozine
L'ertugliflozine (nom commercial Steglatro) est un médicament destiné au traitement du diabète de type 2. Aux États-Unis, il a été approuvé par la Food and Drug Administration pour une utilisation en monothérapie et en association à dose fixe avec la sitagliptine ou la metformine. L'agence européenne des médicaments lui a accordé en mars 2018 une AMM au bénéfice du laboratoire Merck Sharp & Dohme, sous forme de comprimés pelliculés dosés à 5 et 15 mg. À partir d'une cohorte de patients atteints d'athérosclérose et de diabète type II, l'ertugliflozine ne provoque pas plus d'effets indésirables graves qu'un placebo.
Les effets secondaires les plus courants sont des infections fongiques du vagin et d'autres infections du système reproducteur féminin.
L'ertugliflozine est un inhibiteur du cotransporteur sodium/glucose 2 (SGLT2),. Elle appartient à la classe des gliflozines. 
Quatre associations fixes de ertugliflozine et de metformine sont disponibles en Europe sous le nom de spécialité Segluromet, commercialisée par Merck Sharp & Dohme (EMEA/H/C/004314). Deux associations fixes ertugliflozine/sitagliptine sont également commercialisés en Europe, toujours par Merck Sharp & Dohme, sous le nom de spécialité de Steglujan (EMEA/H/C/004313 - IG/1157),,,.

## Pharmacologie

### Métabolisme
Après administration orale, l'ertugliflozine est presque complètement absorbée par l'intestin et ne subit aucun effet de premier passage significatif. La concentrations  maximale plasmatiques est atteinte après une heure. Dans le sang circulant 93,6 % du médicament est lié aux protéines plasmatiques. L'ertugliflocine est principalement métabolisée en glucuronides par les enzymes UGT1A9 et UGT2B7. Les enzymes du cytochrome P450 ne jouent qu'un rôle mineur dans son métabolisme,.
La demi-vie d'élimination est estimée à 17 heures. 40,9 % sont éliminés par les fèces (33,8 % sous forme inchangée et 7,1 % sous forme de métabolites) et 50,2 % par voie urinaire (1,5 % inchangé et 48,7 % sous forme de métabolites). La proportion de substance inchangée dans les fécès est due probablement à un retour des  métabolites vers la substance d'origine (réaction d'hydrolyse),.